# Komlós János (matematikus)
Komlós János (Budapest, 1942. május 23. –) amerikai magyar matematikus, számítástechnikus, a Magyar Tudományos Akadémia külső tagja.

## Életútja
A budapesti Eötvös Loránd Tudományegyetem matematika szakán végzett 1965-ben. Ezt követően az MTA Matematikai Kutatóintézetének tudományos munkatársaként dolgozott egészen 1981-ig, amikor az Amerikai Egyesült Államokba utazott. 1984-ben  meghívták a San Diegó-i Kaliforniai Egyetem matematikai tanszékére, 1988 óta pedig a Rutgers Egyetem matematikai tanszékének professzora.

## Munkássága
Fő kutatási területe a diszkrét matematika és a valószínűségszámítás, illetve a sztochasztikus folyamatok modellezésének számításelméleti alkalmazása. A dinamikus fizikai rendszerek matematikai statisztikai leírására alkalmazott ergodelméletben is alkalmazzák a nevéhez fűződő valószínűségszámítási kompaktsági tételt, emellett jelentősek az invarianciaelméletben – Major Péterrel és Tusnády Gáborral közösen – elért eredményei. A sztochasztika területén kimagasló jelentőségű a munkatársaival kidolgozott, Ajtai–Komlós–Szemerédi-féle rendező hálózat (AKS sorting network) néven ismert párhuzamos idejű rendezési algoritmus.

### Társasági tagságai és elismerései
1998-ban a Magyar Tudományos Akadémia külső tagjává választották. 1975-ben Rényi-díjjal tüntették ki.